# Sucker River 156C
Sucker River 156C är ett reservat i Kanada.   Det ligger i provinsen Saskatchewan, i den centrala delen av landet, 2 300 km väster om huvudstaden Ottawa.
Trakten runt Sucker River 156C är nära nog obefolkad, med mindre än två invånare per kvadratkilometer.